# Campeonato nacional de Estados Unidos 1913
Lista de los campeones del Campeonato nacional de Estados Unidos de 1913:

## Senior

### Individuales masculinos
Maurice McLoughlin vence a  R. Norris Williams, 6–4, 5–7, 6–3, 6–1

### Individuales femeninos
Mary Browne vence a  Dorothy Green, 6–2, 7–5

### Dobles masculinos
Maurice McLoughlin /  Tom Bundy vencen a  John Strachan /  Clarence Griffin, 6–4, 7–5, 6–1

### Dobles femeninos
Mary Browne /  Louise Riddell Williams vencen a  Dorothy Green /  Edna Wildey, 12–10, 2–6, 6–3

### Dobles mixto
Mary Browne /  Bill Tilden vencen a  Dorothy Green /  C. S. Rogers, 7–5, 7–5
| Predecesor: 1912                         | Campeonato nacional de Estados Unidos 1913 | Sucesor: 1914                           |
| Predecesor: Campeonato de Wimbledon 1913 | Grand Slam 1913                            | Sucesor: Campeonato de Australasia 1914 |

- Datos: Q2411547